# جاناتان فریمن (بازیگر)
جاناتان فریمن (انگلیسی: Jonathan Freeman؛ زادهٔ ۵ فوریهٔ ۱۹۵۰) بازیگر، صداپیشه و عروسک‌گردان اهل ایالات متحده آمریکا است. وی از سال ۱۹۷۲ میلادی تاکنون مشغول فعالیت بوده‌است.

## گزیدهٔ آثار

### سینما
- یادداشت عالی (۲۰۲۰)
- زندگی، انیمیشنی (۲۰۱۶)
- حقه (۲۰۰۷)
- طوفان یخ (۱۹۹۹۷)
- هم‌دست (۱۹۹۶)
- بازگشت جعفر (۱۹۹۴)
- علاءالدین (۱۹۹۲)
- برای همیشه، لولو (۱۹۸۷)

### تلویزیون
- امروز (۲۰۱۹)
- ابتدایی (۲۰۱۶)
- بزرگتر از آن که ورشکست شود (۲۰۱۱)
- دختر سخن‌چین (۲۰۰۸)
- خانه ماوس (۲۰۰۳–۲۰۰۱)

### بازی‌های ویدئویی
- کینگدم هارتس ۲ (۲۰۰۵)
- کینگدم هارتس (۲۰۰۲)